# Prima Divisione Veneto 1941-1942
La Prima Divisione fu il massimo campionato regionale di calcio disputato in Italia nella stagione 1941-1942.
La Prima Divisione fu organizzata e gestita dai Direttori Regionali di Zona.
Il campionato giocato nel Veneto fu organizzato e gestito dal Direttorio III Zona (Veneto).

## Girone A

### Squadre partecipanti
| Squadra                            | Città (provincia)    | Stagione precedente |
| ---------------------------------- | -------------------- | ------------------- |
| S.S. Adriese                       | Adria (RO)           |                     |
| Amatori Calcio                     | Venezia              |                     |
| A.C. Belluno                       | Belluno              |                     |
| S.S. G.I.L. Mogliano               | Mogliano Veneto (TV) |                     |
| A.C. Padova (C = allievi)          | Padova               |                     |
| A.C. Rovigo (B = riserve)          | Rovigo               |                     |
| A.C. Treviso (B = riserve)         | Treviso              |                     |
| A.F.C. Venezia (C = allievi)       | Venezia              |                     |
| A.S. Vittorio Veneto (B = riserve) | Vittorio Veneto (TV) |                     |

### Classifica finale
|  | Pos. | Squadra           | Pt       | G  | V | N | P | GF | GS | QR |
|  | ---- | ----------------- | -------- | -- | - | - | - | -- | -- | -- |
|  | 1.   | Belluno           | 23       | 15 | . | . | . | .  | .  |    |
|  | 2.   | G.I.L. Mogliano   | 18       | 15 | . | . | . | .  | .  |    |
|  | 3.   | Treviso B         | 17       | 15 | . | . | . | .  | .  |    |
|  | 4.   | Padova C          | 16       | 15 | . | . | . | .  | .  |    |
|  | 5.   | Vittorio Veneto B | 16       | 15 | . | . | . | .  | .  |    |
|  | 6.   | Venezia B         | 13       | 15 | . | . | . | .  | .  |    |
|  | 7.   | Amatori           | 9        | 15 | . | . | . | .  | .  |    |
|  | 8.   | Rovigo B          | 9        | 15 | . | . | . | .  | .  |    |
|  | --   | Adriese           | Ritirata |    |   |   |   |    |    |    |

Legenda:
      Ammesso alla fase finale.
  Ammesso al girone finale delle squadre riserve.
Regolamento:
Due punti a vittoria, uno a pareggio, zero a sconfitta.
In caso di pari merito in qualsiasi posizione della classifica, le squadre sono classificate grazie al miglior quoziente reti (QR).

## Girone B

### Squadre partecipanti
| Squadra                         | Città (provincia)      | Stagione precedente |
| ------------------------------- | ---------------------- | ------------------- |
| Dop. Burgo                      | Lugo di Vicenza (VI)   |                     |
| Industrie Meccaniche            | Lonigo (VI)            |                     |
| Dop.Az. Lanerossi (B = riserve) | Schio (VI)             |                     |
| A.C. Legnago                    | Legnago (VR)           |                     |
| Dop.Az. Marzotto (B = riserve)  | Valdagno (VI)          |                     |
| Dop. Pellizzari                 | Arzignano (VI)         |                     |
| A.C. Scaligera                  | Isola della Scala (VR) |                     |
| A.C. Verona (B = riserve)       | Verona                 |                     |
| A.F.C. Vicenza (B = riserve)    | Vicenza                |                     |

### Classifica finale
|  | Pos. | Squadra              | Pt | G  | V | N | P | GF | GS | QR |
|  | ---- | -------------------- | -- | -- | - | - | - | -- | -- | -- |
|  | 1.   | Vicenza B            | 28 | 16 | . | . | . | .  | .  |    |
|  | 2.   | Pellizzari Arzignano | 22 | 16 | . | . | . | .  | .  |    |
|  | 3.   | Lanerossi B          | 20 | 16 | . | . | . | .  | .  |    |
|  | 4.   | Scaligera            | 17 | 16 | . | . | . | .  | .  |    |
|  | 5.   | Legnago              | 15 | 16 | . | . | . | .  | .  |    |
|  | 6.   | Verona B             | 13 | 16 | . | . | . | .  | .  |    |
|  | 7.   | Marzotto Valdagno B  | 12 | 16 | . | . | . | .  | .  |    |
|  | 8.   | Burgo                | 9  | 16 | . | . | . | .  | .  |    |
|  | 9.   | Industrie Meccaniche | 1  | 16 | . | . | . | .  | .  |    |

Legenda:
      Ammesso alla fase finale.
  Ammesso al girone finale delle squadre riserve.
Regolamento:
Due punti a vittoria, uno a pareggio, zero a sconfitta.
In caso di pari merito in qualsiasi posizione della classifica, le squadre sono classificate grazie al miglior quoziente reti (QR).

## Finali

### Finali per la promozione in Serie C

#### Classifica finale
|  | Pos. | Squadra              | Pt | G | V | N | P | GF | GS | QR |
|  | ---- | -------------------- | -- | - | - | - | - | -- | -- | -- |
|  | 1.   | G.I.L. Mogliano      | 5  | 4 | 2 | 1 | 1 | 5  | 8  |    |
|  | 2.   | Pellizzari Arzignano | 4  | 4 | 2 | 0 | 2 | .  | .  |    |
|  | 3.   | Belluno              | 3  | 4 | 1 | 1 | 2 | .  | .  |    |

Legenda:
      Campione veneto di Prima Divisione.
      Promosso in Serie C.
Regolamento:
Due punti a vittoria, uno a pareggio, zero a sconfitta.
In caso di pari merito in qualsiasi posizione della classifica, le squadre sono classificate grazie al miglior quoziente reti (QR).
Note:
La Scaligera rinuncia alle finali per la promozione in Serie C.

#### Calendario
| Andata (1ª) | Andata (1ª)             | Prima giornata     | Ritorno (4ª) | Ritorno (4ª) |
|             |                         |                    |              |              |
| 24 mag.     | 8-0                     | Belluno-Pellizzari | (1)          | 7 giu.       |
| 24 mag.     | Riposa: G.I.L. Mogliano |                    |              | 7 giu.       |

| Andata (2ª) | Andata (2ª)        | Seconda giornata        | Ritorno (5ª) | Ritorno (5ª) |
|             |                    |                         |              |              |
| 31 mag.     | 2-1                | G.I.L. Mogliano-Belluno | 1-1          | 14 giu.      |
| 31 mag.     | Riposa: Pellizzari |                         |              | 14 giu.      |

| \| Andata (3ª) \| Andata (3ª) \| Terza giornata \| Ritorno (6ª) \| Ritorno (6ª) \| \| \| \| \| \| \| \| 4 giu. \| 1-2 \| Pellizzari-G.I.L. Mogliano \| 5-0 \| 21 giu. \| \| 4 giu. \| Riposa: Belluno \| \| \| 21 giu. \| |                 |                            |              |              |
| Andata (3ª) | Andata (3ª)     | Terza giornata             | Ritorno (6ª) | Ritorno (6ª) |
| |                 |                            |              |              |
| 4 giu. | 1-2             | Pellizzari-G.I.L. Mogliano | 5-0          | 21 giu.      |
| 4 giu. | Riposa: Belluno |                            |              | 21 giu.      |

### Finali delle riserve

#### Classifica finale
|  | Pos. | Squadra     | Pt | G | V | N | P | GF | GS | QR  |
|  | ---- | ----------- | -- | - | - | - | - | -- | -- | --- |
|  | 1.   | Vicenza B   | 6  | 3 | 3 | 0 | 0 | 14 | 2  |     |
|  | 2.   | Padova C    | 4  | 3 | 2 | 0 | 1 | 4  | 3  |     |
|  | 3.   | Lanerossi B | 0  | 4 | 0 | 0 | 4 | 2  | 15 | -12 |

Legenda:
      Campione veneto delle Riserve.
Regolamento:
Due punti a vittoria, uno a pareggio, zero a sconfitta.
In caso di pari merito in qualsiasi posizione della classifica, le squadre sono classificate grazie al miglior quoziente reti (QR).
Note:
Il Treviso B rinuncia alle finali riserve.

#### Calendario
| Andata (1ª) | Andata (1ª)         | Prima giornata     | Ritorno (4ª) | Ritorno (4ª) |
|             |                     |                    |              |              |
| 24 mag.     | 3-0                 | Vicenza B-Padova C | ?-?          | 14 giu.      |
| 24 mag.     | Riposa: Lanerossi B |                    |              | 14 giu.      |

| Andata (2ª) | Andata (2ª)       | Seconda giornata     | Ritorno (5ª) | Ritorno (5ª) |
|             |                   |                      |              |              |
| 4 giu.      | 1-0               | Padova C-Lanerossi B | 3-0          | 21 giu.      |
| 4 giu.      | Riposa: Vicenza B |                      |              | 21 giu.      |

| \| Andata (3ª) \| Andata (3ª) \| Terza giornata \| Ritorno (6ª) \| Ritorno (6ª) \| \| \| \| \| \| \| \| 7 giu. \| 1-2 \| Lanerossi B-Vicenza B \| 1-9 \| 28 giu. \| \| 7 giu. \| Riposa: Padova C \| \| \| 28 giu. \| |                  |                       |              |              |
| Andata (3ª) | Andata (3ª)      | Terza giornata        | Ritorno (6ª) | Ritorno (6ª) |
| |                  |                       |              |              |
| 7 giu. | 1-2              | Lanerossi B-Vicenza B | 1-9          | 28 giu.      |
| 7 giu. | Riposa: Padova C |                       |              | 28 giu.      |

## Verdetti finali
- La G.I.L. Mogliano, campione veneto di Prima Divisione, è promossa in Serie C come l’Arzignano.
- Il Vicenza B è campione veneto delle riserve.